# Hey Boy Hey Girl
«Hey Boy Hey Girl» ― сингл британского биг-бит дуэта The Chemical Brothers, выпущенный с их альбома Surrender 31 мая 1999 года. Он занял 3-е место в UK Singles Chart в июне 1999 года и оставался в нем в течение 10 недель. Он также достиг топ-10 в Финляндии, Исландии, Ирландии, Новой Зеландии, Норвегии, Испании и Канаде.
Сингл использован в видеоигре 2011 года Just Dance 3, а также включена в видеоигру 2012 года Lumines Electronic Symphony от Ubisoft. Он также был использован в рекламе игры Forza Horizon.

## Критика
Таблоид Daily Record прокомментировал: 
Эд Саймонс и Том Роулендс вернулись с еще одним фантастическим танцевальным синглом. Это блок-рок-хит.
 В октябре 2011 года британский журнал New Musical Express поместил его на 50-е место в своём списке «150 лучших треков за последние 15 лет». Спустя ещё несколько лет этот еженедельник включил данную композицию в более широкий рейтинг «500 величайших песен всех времён», разместив её в нём на 353-й позиции.

## Трек-лист
CD single
| №  | Название           | Длительность |
| -- | ------------------ | ------------ |
| 1. | «Hey Boy Hey Girl» | 4:49         |
| 2. | «Flashback»        | 5:20         |
| 3. | «Scale»            | 3:43         |

## Чарты и сертификации
| Чарт (1999)                            | Высшая позиция |
| -------------------------------------- | -------------- |
| Австралия (ARIA)                       | 25             |
| Бельгия/Фландрия (Ultratop 50)         | 23             |
| Бельгия/Валлония (Ultratop 50)         | 18             |
| Бельгия/Фландрия (Ultratop Dance)      | 6              |
| Canada (Nielsen SoundScan)             | 3              |
| Канада (RPM Dance/Urban)               | 6              |
| Europe (Eurochart Hot 100)             | 11             |
| Финляндия (Suomen virallinen lista)    | 8              |
| Франция (SNEP)                         | 77             |
| Германия (GfK)                         | 41             |
| Greece (IFPI)                          | 7              |
| Iceland (Íslenski Listinn Topp 40)     | 5              |
| Ирландия (IRMA)                        | 4              |
| Italy (Musica e dischi)                | 13             |
| Нидерланды (Dutch Top 40)              | 25             |
| Нидерланды (Single Top 100)            | 29             |
| Новая Зеландия (Recorded Music NZ)     | 10             |
| Норвегия (VG-lista)                    | 9              |
| Шотландия (OCC Scotland)               | 2              |
| Испания (PROMUSICAE)                   | 5              |
| Швеция (Sverigetopplistan)             | 14             |
| Великобритания (OCC UK Singles)        | 3              |
| Великобритания (OCC UK Dance)          | 1              |
| US Hot Dance Singles Sales (Billboard) | 12             |

| Чарт (1999)                    | Позиция |
| ------------------------------ | ------- |
| Belgium (Ultratop 50 Flanders) | 93      |
| Belgium (Ultratop 50 Wallonia) | 94      |
| Sweden (Sverigetopplistan)     | 91      |

| Регион                                                                      | Сертификация | Продажи |
| --------------------------------------------------------------------------- | ------------ | ------- |
| Великобритания (BPI)                                                        | Платиновый   | 600 000 |
| Данные о продажах + прослушиваниях приведены только на основе сертификации. |              |         |